# Laszlo Hadady
László Hadady (né le 14 mars 1956 à Békésszentandrás en Hongrie) est un hautboïste franco-hongrois actuellement soliste et professeur au Conservatoire national supérieur de musique et de danse de Paris.

## Biographie
László Hadady a commencé à étudier le hautbois à Debrecen dès l'âge de 6 ans. Ses parents étaient des enseignants agricoles et vivaient à la frontière de trois comtés : Csongrád, Békés, Szolnok.
László Hadady effectue ses études musicales à l'Académie Franz Liszt de Budapest après avoir envisagé d'être architecte. Il en sort lauréat en 1979 après une formation en solfège, harmonie, analyse musicale, hautbois, piano, musique de chambre, pédagogie et esthétique.
Il entre dès 1976 à l'Orchestre symphonique de l'État hongrois comme soliste.
Il restera à ce poste jusqu'en 1980, date à laquelle il intègre l'Ensemble intercontemporain sous la direction de Pierre Boulez.
Nommé professeur au CNSMDP en 1995 comme professeur à temps plein de musique de chambre, il donne des master classes dans le monde entier (de Tokyo à Buenos Aires, et de Melbourne à Damas).
Cette même année 1995 il est membre du jury du Troisième concours international pour hautbois solo à New York en 1995 et il est également invité par l'Orchestre symphonique de Chicago pour deux concerts en soliste.
Poursuivant sa carrière internationale de soliste, il se produit dans près de 44 pays et a été l'hôte de différents orchestres, en France, en Hongrie, en Allemagne, en Argentine et enfin en Grande-Bretagne avec le Philharmonia Orchestra de Londres.
En tant que chambriste, László Hadady est membre du Quintette à vent « Nielsen » et s’est produit aux côtés de Shlomo Mintz, Zoltán Kocsis, Miklós Perényi, Christian Zacharias, Jean-François Heisser, Anne Queffélec, Philip Smith (en) (trompette solo du New York Philharmonic), Jean-Claude Pennetier, Jacques Rouvier ainsi qu’avec les quatuors Takács, Keller et Bartók.
László Hadady est retourné s'installer en Hongrie en 2016 et a effectué plus de 2000 concerts dans plus de soixante pays pendant sa carrière.
László Hadady joue sur un hautbois F. Lorée modèle Le Royal créé par Alain de Gourdon (Paris) et a contribué à la mise au point d'un modèle descendant au la grave.

« L'un des moments les plus importants de ma vie a été lorsque Lorin Maazel, le chef du Philharmonique de New York, m'a invité à jouer du hautbois dans une série de concerts. Là-bas, j'étais le premier interprète en 100 ans qui n'avait pas appris le hautbois en Amérique. C'était plus important de jouer dans l'orchestre lui-même que de jouer en solo ailleurs. »

— László Hadady, 2021

## Discographie
- Intégrale des cinq concertos pour hautbois et hautbois d’amour de Bach[4]
- Cinq Sonates de Bach
- Chemin IV et Sequenza VII de Berio (Naxos)
- Bach, Haendel, mélodies d‘Église (La Cause)